# Apeadero de Panóias
El Apeadero de Panóias, inicialmente denominado Estación de Panóias, fue una plataforma ferroviaria de la Línea del Alentejo, que servía a la localidad de Panóias, en el Distrito de Beja, en Portugal.

## Historia
Esta plataforma se encuentra en el tramo entre Casével y Amoreiras-Odemira, que entró en servicio el 20 de diciembre de 1870, como parte del Ferrocarril del Sur.